# TSV 1860 München
Turn- und Sportverein München von 1860, cunoscut ca TSV 1860 München, este un club de fotbal din München, Germania. Echipa a fost înființată pe data de 17 mai 1860. Echipa evoluează în prezent în 3. Liga.

## Jucători faimoși
| - Ernst Willimowski - Manfred Bender - Rudi Brunnenmeier - Holger Fach - Horst Blankenburg - Andreas Görlitz - Thomas Häßler - Horst Heldt - Bernd Hobsch - Jens Jeremies - Martin Max - Stephan Paßlack - Rudi Völler - Berkant Göktan | - Besnik Hasi - Harald Cerny - Martin Stranzl - Davor Šuker - Roman Týce - Martin Čížek - Tomáš Votava - Vidar Riseth - Erik Mykland - Piotr Nowak - Viorel Năstase | - Gregg Berhalter - Josh Wolff - Petar Radenković - Slobodan Komljenović - Miroslav Stević - Paul Agostino - Ned Zelic - Shao Jiayi - Abedi Pelé - Awudu Issaka - Daniel Borimirov - Furkan Özçal |

## Antrenori
- Fred Spiksley (1913)
- Max Merkel (1963–1966)
- Hans-Wolfgang Weber (1966–1967)
- Gunter Baumann (1967)
- Albert Sing (1967–1968)
- Hans Pilz (1968–1969)
- Fritz Langner (1969)
- Franz Binder (1969–1970)
- Hans Tilkowski (1970–1972)
- Elek Schwartz (1972–1973)
- Rudi Gutendorf (1973–1974)
- Max Merkel (1974–1975)
- Heinz Lucas (1975–1978)
- Eckhard Krautzun (1978–1979)
- Alfred Baumann (1979)
- Carl-Heinz Rühl (1979–1981)
- Wenzel Halama (1981–1982)
- Willibert Kremer (1982)
- Kurt Schwarzhuber (1982)
- Erich Beer (1983)
- Bernd Patzke (1983–1984)
- Octavian Popescu (1984)
- Erich Beer (1984)
- Wenzel Halama (1984–1986)
- Dieter Kurz (1986)
- Fahrudin Jusufi (1986–1987)
- Thomas Zander (1987)
- Uwe Klimaschewski (1987–1988)
- Willi Bierofka (1988–1990)
- Karsten Wettberg (1990–1992)
- Werner Lorant (1992–2001)
- Peter Pacult (2001–2003)
- Falko Götz (2003–2004)
- Gerald Vanenburg (2004)
- Rudolf Bommer (2004)
- Reiner Maurer (2004–2006)
- Bernhard Trares (2006)
- Walter Schachner (2006–2007)
- Marco Kurz (2007–2009)
- Uwe Wolf (2009)
- Ewald Lienen (2009–2010)
- Reiner Maurer (2010–2012)
- Alexander Schmidt (2012–2013)
- Friedhelm Funkel (2013–2014)
- Markus von Ahlen (2014)
- Ricardo Moniz (2014)
- Markus von Ahlen (2014–2015)
- Torsten Fröhling (2015)
- Benno Möhlmann (2015–2019)